# Obříství
Obříství är en ort i Tjeckien.   Den ligger i regionen Mellersta Böhmen, i den centrala delen av landet, 23 km norr om huvudstaden Prag. Obříství ligger 165 meter över havet och antalet invånare är 981.
Terrängen runt Obříství är platt.Runt Obříství är det ganska tätbefolkat, med 185 invånare per kvadratkilometer. Närmaste större samhälle är Neratovice, 4,9 km sydost om Obříství. Runt Obříství är det i huvudsak tätbebyggt.